# محاكمة الرهائن

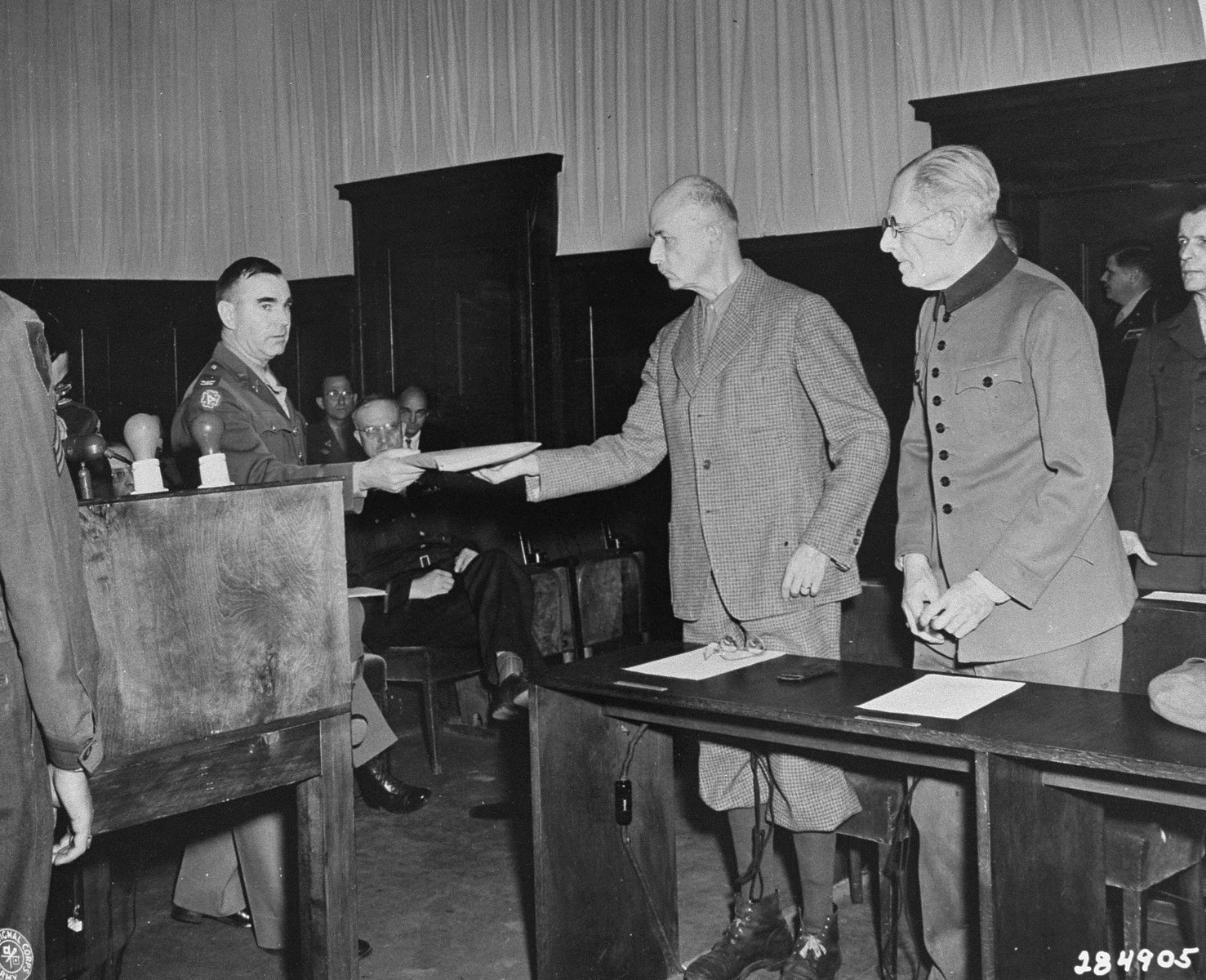
تسليم فيلهلم لست إلى لائحة الاتهام في محاكمة الرهائن. يقف بجانبه Maximilian von Weichs.

محاكمة الرهائن (أو رسميًا، الولايات المتحدة الأمريكية v. قائمة فيلهلم، وآخرون. تم عقده في الفترة من 8 يوليو 1947 حتى 19 فبراير 1948 وكانت سابع المحاكمات الإثني عشر لجرائم الحرب التي أجرتها سلطات الولايات المتحدة في منطقة احتلالها في ألمانيا في نورمبرج بعد نهاية الحرب العالمية الثانية. تم إجراء جميع هذه المحاكمات الإثني عشر أمام المحاكم العسكرية الأمريكية، وليس أمام المحكمة العسكرية الدولية، ولكنها جرت في نفس الغرف في قصر العدل. تُعرف المحاكمات الأمريكية الإثني عشر مجتمعة باسم «محاكمات نورمبرغ اللاحقة» أو بشكل أكثر رسمية، باسم «محاكمات مجرمي الحرب أمام محاكم نورمبرغ العسكرية» (NMT).
تُعرف هذه الحالة أيضًا باسم «القضية الجنوبية الشرقية» لأن جميع المدعى عليهم كانوا سابقًا جنرالات ألمان يقودون القوات في جنوب شرق أوروبا خلال حملة البلقان، أي في اليونان وألبانيا ويوغوسلافيا، وقد وجهت إليهم الاتهامات بصفتهم المسؤولين عن الرهائن. - إطلاق النار على المدنيين وإطلاق النار الوحشي على هؤلاء الرهائن و «الثوار» الذين ارتكبتهم القوات الألمانية هناك في الأعوام في عام 1941 وما بعده. تم توجيه الاتهام إلى المدعى عليه لوثر رندوليك فيما يتعلق بالتدمير الكامل «للأرض المحروقة» لجميع البلدات والمستوطنات والبنية التحتية المدنية في مقاطعة فينمارك النرويجية في شتاء عام 1944.

## المتهمين
| صورة | اسم                    | وظيفة في وقت الجريمة | شحنة | شحنة | شحنة | شحنة | جملة او حكم على                                                 |
| صورة | اسم                    | وظيفة في وقت الجريمة | 1    | 2    | 3    | 4    | جملة او حكم على                                                 |
| ---- | ---------------------- | --- | ---- | ---- | ---- | ---- | --------------------------------------------------------------- |
|      | فيلهلم لست             | المارشال، القائد الأعلى للجنوب الشرقي 1941-1942، قائد الجيش الثاني عشر الألماني في عام 1941                                                              | G    | أنا  | G    | أنا  | السجن مدى الحياة؛ صدر في ديسمبر 1952 لأسباب طبية. توفي 1971     |
|      | ماكسيميليان فون Weichs | المارشال، قائد الجيش الألماني الثاني خلال حملة البلقان برتبة جنرال                                                                                       | أنا  | أنا  | أنا  | أنا  | تمت إزالته من التجربة بسبب المرض. توفي 1954                     |
|      | لوثار ريدوليك          | جنيرال أوبرست، قائد جيش بانزر الثاني في يوغوسلافيا 1943-1944؛ من عام 1944، قائد الجيش الجبلي العشرين وجميع القوات الألمانية المتمركزة في فنلندا والنرويج | G    | أنا  | G    | G    | السجن لمدة 20 سنة إلى 10 سنوات. صدر 1951. توفي 1971             |
|      | والتر كونتزي           | جنرال المهندسين، خليفة القائد العام للجنوب الشرقي ورئيس الجيش الثاني عشر اعتبارًا من 29 أكتوبر 1941                                                       | G    | أنا  | G    | G    | السجن مدى الحياة. صدر 1953. توفي 1960                           |
|      | هيرمان فويرش           | اللواء، رئيس أركان الجيش الثاني عشر | أنا  | أنا  | أنا  | أنا  | تبرئته. توفي عام 1961                                           |
|      | فرانز بوهم             | جنرال الفيلق الجبلي الثامن عشر (1940–1943)، خليفة للريندوليك في عام 1944                                                                                 | أنا  | أنا  | أنا  | أنا  | انتحر في 30 مايو 1947 (قبل توجيه الاتهام).                      |
|      | هيلموث فيلمي           | الجنرال لواء؛ قائد مجموعة جيوش جنوب اليونان | G    | G    | أنا  | أنا  | السجن لمدة 15 سنة؛ خفضت إلى 10 سنوات في عام 1951. توفي عام 1965 |
|      | هوبير لانز             | جنرال الفيلق الجبلي الثاني والعشرون (1943-1945) | G    | أنا  | G    | أنا  | السجن لمدة 12 سنة؛ صدر 1951. توفي 1982.                         |
|      | إرنست دينر             | Generalmajor، قائد الفيلق تحت ريندوليك | G    | أنا  | أنا  | أنا  | السجن لمدة 7 سنوات؛ صدر 1951. توفي 1970                         |
|      | ارنست فون ليسير        | الجنرال دير إنفانتيري، قائد الفيلق تحت قيادة ريندوليك وبوهمي                                                                                             | أنا  | أنا  | G    | G    | السجن لمدة 10 سنوات؛ صدر 1951. توفي عام 1962                    |
|      | فيلهلم سبيديل          | اللواء الرائد، القائد العسكري في اليونان 1942-1944 | G    | أنا  | أنا  | أنا  | السجن لمدة 20 سنة؛ صدر 1951. توفي 1970                          |
|      | كورت ريتر فون جيتنر    | رئيس أركان القادة العسكريين في صربيا واليونان | أنا  | أنا  | أنا  | أنا  | تبرئته. توفي عام 1968                                           |

I — اتهم     G — اتهام وجدوا مذنبين
- محاكمات نورمبرغ اللاحقة
- مسؤولية القيادة
- مذبحة كراغويفاتش

## الحواشي
1. ↑  "Nuremberg Trials Project".
2. ↑  "Nuremberg Trials Project".
3. ↑  "Nuremberg Trials Project".
4. ↑  "Nuremberg Trials Project".
5. ↑  "Nuremberg Trials Project".
6. ↑  "Nuremberg Trials Project".
7. ↑  "Nuremberg Trials Project".
8. ↑  "Nuremberg Trials Project".
9. ↑  "Nuremberg Trials Project".
10. ↑  "Nuremberg Trials Project".
11. ↑  "Nuremberg Trials Project".
12. ↑  "Nuremberg Trials Project".
13. ↑  "معلومات عن محاكمة الرهائن على موقع d-nb.info". d-nb.info. مؤرشف من الأصل في 2019-08-06.
14. ↑  "معلومات عن محاكمة الرهائن على موقع id.loc.gov". id.loc.gov. مؤرشف من الأصل في 2019-04-03.